# BoysTown
BoysTown era una escuela e institución de bienestar infantil ubicada en Beaudesert, Queensland, Australia. Funcionó desde 1961 hasta 2001, operado por los Hermanos De La Salle, una organización católica. Hubo acusaciones, que luego se probaron, de abuso físico y sexual infantil, denunciadas en 2020 como el caso más grande en una sola institución en la historia de Australia. Dos exempleados de BoysTown fueron condenados por delitos sexuales contra niños cometidos en la institución, y los hermanos De La Salle pagaron más de 27 millones de dólares australianos en compensación a 219 víctimas de abuso. Tras el cierre de la institución, BoysTown continuó operando como una organización benéfica y pasó a llamarse Yourtown en 2016.

## Historia
BoysTown era una institución educativa operada por los Hermanos De La Salle, una organización católica. Fue elogiada tras su apertura por su objetivo de ayudar y educar a los jóvenes desfavorecidos. La institución albergaba tanto a huérfanos como a otros pupilos, y a niños que habían sido remitidos a ellos tras una actividad delictiva. Según se informa, era el único lugar en Queensland en la década de 1970 donde un barrio podía completar los años 8, 9 y 10. BoysTown, sin embargo, era más conocido en ese momento por operar juegos de azar benéficos, en forma de venta de billetes de lotería donde el premio ganador era una casa. BoysTown también fundó Kids Helpline en 1991.
En 1978, los funcionarios gubernamentales de bienestar infantil habían expresado su preocupación por las graves palizas que propinaba el personal a las instituciones y por acusaciones de que los niños eran obligados a pelear entre sí en combates de boxeo hasta que el director les decía que pararan. El personal de BoysTown también les daba tabaco a los niños con regularidad. Un informe de BoysTown de ese año criticaba a la organización por su «preocupación por la conformidad», la renuencia general del personal a abordar las necesidades sociales y emocionales de los niños y por considerar el contacto de los padres como un privilegio que podía negarse como una forma de castigo. El informe continúa diciendo que el personal se muestra reacio a reconocer cualquier beneficio al promover la relación de un niño con su familia, y afirma que BoysTown proporcionó una preparación inadecuada para el alta y la integración comunitaria de los niños. Los niños que se quejaron de abusos en ese momento fueron ignorados o golpeados como castigo.
Las primeras acusaciones de abuso sexual se hicieron en 1997, y la investigación Forde, iniciada el año siguiente, concluyó que BoysTown todavía estaba violando abiertamente las normas no vinculantes de Queensland contra el castigo violento en centros de atención autorizados. La investigación Forde escuchó quejas de castigos corporales excesivos, incluidos niños golpeados por el director de BoysTown con una correa y látigos a principios de la década de 1970, y que a pesar de la introducción de un nuevo director en 1976, las condiciones en la institución no mejoraron significativamente.
La institución BoysTown se cerró en 2001, aunque la organización benéfica siguió operando bajo ese nombre. BoysTown todavía ganaba millones de dólares al año en 2001 mediante la venta de billetes de lotería.

## Abusos, demandas y condenas
Las quejas contra BoysTown aumentaron drásticamente en 2012, después de que un artículo de 60 Minutes mostrara a muchos antiguos residentes denunciando abusos físicos y sexuales ocurridos en la institución. En ese momento, 35 antiguos residentes estaban litigando contra BoysTown por abuso, en lo que 60 Minutes describió como «uno de los casos más grandes de este tipo en la historia legal de Australia». Los antiguos residentes hablaron sobre el programa de haber sido agredidos físicamente y violados, y diecisiete declararon que fueron registrados al desnudo en BoysTown. Sin embargo, el exdirector de BoysTown, Brother Paul Smith, acusó al exresidente Terry McDaniel en el programa de tener falsos recuerdos por afirmar que lo registraron al desnudo, diciendo que tal comportamiento nunca había ocurrido en la institución. Días antes de que se emitiera el programa, Ambrose Payne, líder de la orden De La Salle en Australia, envió un correo electrónico al personal describiendo las acusaciones como «carecen de fundamento».
El catalizador del episodio en sí fue un encuentro casual entre McDaniel y otros dos antiguos residentes, quienes compartieron historias similares, después de pensar previamente que todos habían sido las únicas víctimas de agresión sexual. Muchas víctimas se presentaron después de la emisión del programa, con más de 180 litigando contra BoysTown el año siguiente y más de 350 en 2019. Tras el episodio, el Servicio de Policía de Queensland lanzó la Operación Kilo Lariat para investigar las denuncias de abuso. El exfutbolista de la liga de rugby Joe Kilroy pasó tres años en BoysTown, donde fue sometido a abusos físicos; en 2013 todavía estaba recibiendo asesoramiento para lidiar con el trauma que experimentó allí. También estuvo involucrado en las demandas contra BoysTown.
Noventa y nueve personas que trabajaban en BoysTown fueron acusadas de abusar sexualmente de niños, aunque sólo dos fueron condenadas. En 2017, el hermano Francis Brophy fue declarado culpable de 38 cargos relacionados con el abuso sexual de niños en BoysTown entre 1978 y 1983. Fue sentenciado a ocho años de prisión. Brophy abusó de un niño durante años en un cobertizo mientras pretendía dar lecciones privadas de guitarra. El juez de sentencia William Everson describió a Brophy como un «pedófilo malvado y cobarde» y a BoysTown como un «gulag entre nosotros». Stephen Anthony Gray, exprofesor de la escuela, fue condenado a seis años de prisión en 2018 por abusar sexualmente de cuatro niños de entre 12 y 15 años en la década de 1980. El abuso infantil descubierto en BoysTown se informó en 2020 como el caso más grande en una sola institución en la historia de Australia.
La organización benéfica BoysTown cambió su nombre a Yourtown en 2016. Todavía realizaba ventas de lotería y operaba un refugio para víctimas de violencia doméstica en Brisbane y un refugio para personas sin hogar en Sydney. Yourtown negó que el cambio fuera un intento de distanciarse del abuso, sino más bien para reflejar que la organización benéfica ahora también trabaja con niñas y mujeres. Tanto Yourtown como los Hermanos de La Salle afirman que son entidades separadas, aunque Ambrose Payne es el presidente de la junta directiva de Yourtown, y otros Hermanos de La Salle todavía están empleados para trabajar en Yourtown, que es propiedad de los Fideicomisarios de la Hermanos de La Salle. En 2017, los fideicomisarios de los Hermanos de La Salle habían pagado casi 27 millones de dólares en compensación por 219 denuncias creíbles de abuso, lo que representa la cifra más alta contra una sola institución administrada por una iglesia en Australia. En 2019, los hermanos De La Salle todavía negaban su responsabilidad por los abusos en BoysTown alegando que los niños alojados allí eran responsabilidad del gobierno de Queensland.